# Pristava (Sesana)
Pristava (in sloveno Pristava, in tedesco Prestava) è un paese della Slovenia, frazione del comune di Sesana.
La località , che si trova a 322.8 metri s.l.m. ed a 15.7 kilometri dal confine italiano, è situata a nord del torrente Rassa e a 7 kilometri da Stòrie.
Durante il dominio asburgico Pristava fu frazione del comune Grise.

## Corsi d'acqua
- Vilenica
- Zabrdnik